# King’s Park (Park in Stirling)

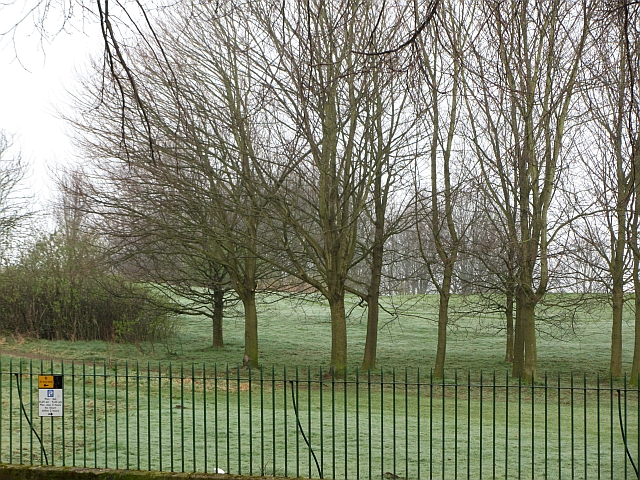
Blick von außen auf den Park

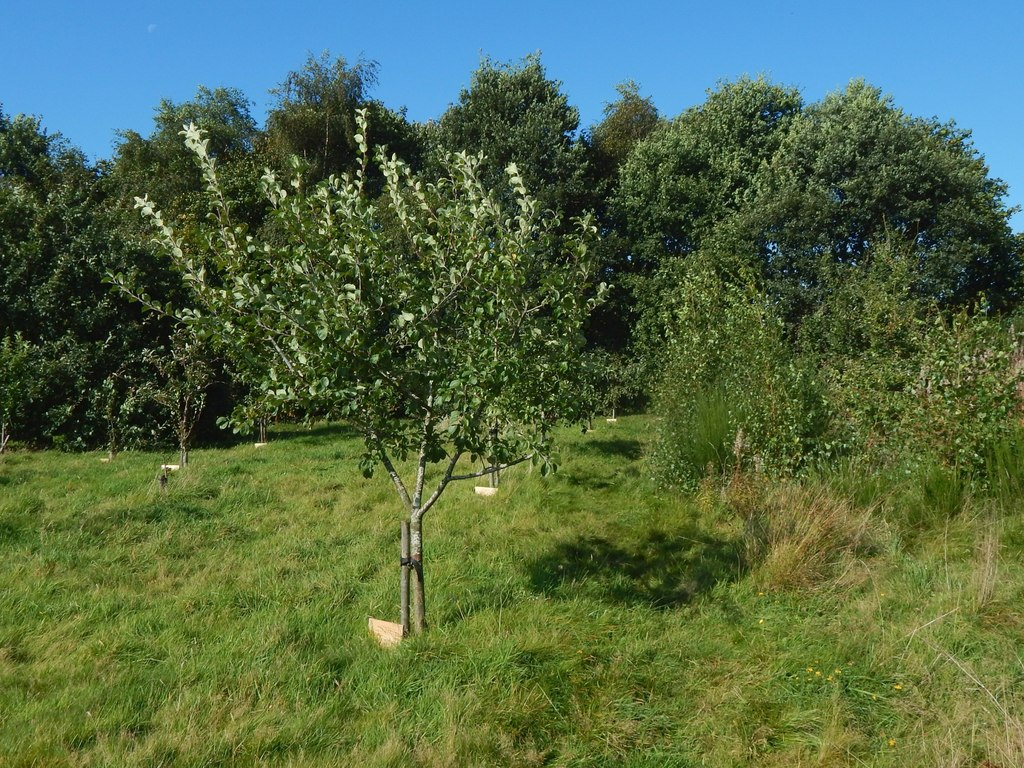
Obstgarten im Park

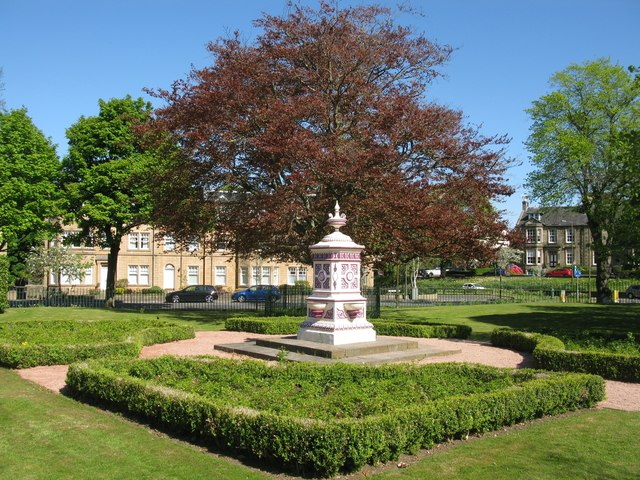
Denkmalgeschützter Trinkbrunnen

Der King’s Park ist eine Parkanlage, die im Westen der Stadt Stirling in Schottland liegt.

## Geschichte
Die Geschichte des Parks steht im Zusammenhang mit der Burg Stirling Castle, die auf einem Berg liegt. Die dort ansässigen Adligen nutzten ein im Westen davorgelegenes, ebenes Waldgebiet zur Jagd. Zwischen beiden entstand im 17. Jahrhundert eine Gartenanlage, der King’s Knot. Ursprünglich im Besitz der schottischen Könige, gingen sie, bei der Vereinigung Schottlands mit England, an das britische Königshaus.

## Heutiger Zustand
Im Gebiet des Parks finden regelmäßig archäologische Ausgrabungen statt. Er gilt heute als älteste und am besten erhaltene Anlage dieser Art in Schottland. Er ist für die Öffentlichkeit zugänglich und wird für Freizeitaktivitäten genutzt. Auf seinem Gelände findet sich auch eine Anlage zum Golfspielen, eine ehemals bestehende Pferderennbahn wurde abgebaut. Im Rahmen der verwaltungstechnischen Gliederung Stirlings in Community Council Areas bildet er, gemeinsam mit im Südosten angrenzenden Wohngebieten eine Einheit, die ebenfalls King’s Park benannt wurde.

## Bauwerke
Eine Feldsteinmauer umfriedet den Park. Sie wurde im 16. und 17. Jahrhundert aufgemauert und in späteren Jahrhunderten in Details überarbeitet und ausgebessert. Die am Stirling Castle beginnenden Mauer ist mit Ausnahme eines Straßendurchstichs erhalten. In Burgnähe weist sie eine Höhe von etwa 1,8 Metern auf, während ihre Höhe anderenorts auf etwas mehr als einen Meter reduziert wurde. Die Mauer ist seit 1965 als Bauwerk der Kategorie B denkmalgeschützt.
Als Zentrum eines formalisierten Gartens an der Südostseite des Parks wurde 1939 ein Trinkbrunnen aufgestellt. Dieser ruht auf einer gestuften Plinthe. Der gusseiserne Brunnen ist dekorativ mit floralen Mustern ausgestaltet. Zu den Gestaltungselementen des oktogonalen Mittelelements zählen Anthemien- und Palmettenfriese sowie klassizistische Kartuschen. In einem Katalog der für ihre künstlerisch wertvollen Gusseisenwerke bekannten Sun Foundry aus dem 19. Jahrhundert war ein solcher Brunnen mit Unterschieden in der Detaillierung abgebildet. Vorliegender Brunnen wurde jedoch von der in Kirkintilloch ansässigen Lion Foundry gefertigt, die möglicherweise den Entwurf der Sun Foundry übernommen hatte. Es handelt sich um das einzige bekannte Exemplar dieses Brunnenmodells. Es ist als Kategorie-B-Bauwerk geschützt.